# Russulaceae
Russulaceae é uma família de fungi da ordem Russulales.
Os géneros mais conhecidos são Russula e Lactarius.